# Henri Verdier (résistant)
Pour les articles homonymes, voir Verdier.
Cet article concerne le Compagnon de la Libération. Pour l'entrepreneur français, voir Henri Verdier (entrepreneur).
Henri Verdier, né le 23 janvier 1910 à Toulouse et mort dans la même ville le 7 juin 2002, est un militaire, fonctionnaire, administrateur et résistant français, Compagnon de la Libération. 

## Biographie

### Jeunesse et engagement
Fils de commerçant, Henri Verdier naît le 23 janvier 1910 à Toulouse, en Haute-Garonne. Choisissant la carrière militaire après ses études, il entre à l'école spéciale militaire de Saint-Cyr en 1929 dans la promotion Mangin. Sorti sous-lieutenant en 1931, il part pour l'Afrique où il est affecté au 5e bataillon de tirailleurs sénégalais. Promu lieutenant en 1933, il est muté au régiment de tirailleurs sénégalais du Tchad (RTST) en mai 1938 et y prend le commandement du poste avancé d'Oum Hadjer. Il est ensuite mis à la tête de la 21e compagnie montée du RTST en septembre 1939 et promu capitaine trois mois plus tard.

### Seconde Guerre mondiale
Resté en Afrique pendant la drôle de guerre et la bataille de France, le RTST fait partie des premières unités à rejoindre le général de Gaulle lors du ralliement du Tchad à la France libre en août 1940 et passe sous les ordres du colonel Leclerc en décembre suivant. Engagé dans les forces françaises libres, Henri Verdier commande d'abord le poste avancé de Moussoro avant de prendre part avec son régiment à la guerre du désert en Libye. Muté au sein de l'état-major de la Force L de Leclerc, il devient l'adjoint du lieutenant-colonel Dio, commandant du groupement tactique éponyme,. Engagé dans la campagne de Tunisie, Henri Verdier est promu commandant à l'issue de celle-ci puis muté au régiment de marche du Tchad et détaché à l'État-major général de l'Armée à Alger en tant que représentant du général Leclerc,. Au sein de la 2e division blindée (2e DB) nouvellement créée, il devient en novembre 1943 le chef d'état-major du groupement tactique Langlade.
Débarqué sur Utah Beach avec la 2e DB en août 1944, Henri Verdier prend part à la bataille de Normandie puis à la libération de Paris lors de laquelle il est blessé par des éclats de grenade. Durant la campagne des Vosges, il se distingue particulièrement lors de la bataille de Dompaire, en septembre 1944, en défendant le village de Ville-sur-Illon contre une forte contre-attaque allemande, puis plus tard à Ogéviller où il est blessé par une mine le 1er novembre,. Deux mois après la libération de Strasbourg, il est promu lieutenant-colonel et remplace Paul de Langlade à la tête du groupement tactique. Avec son unité, il est détaché sur le front de l'Atlantique où il participe à la réduction de la poche de Royan en avril 1945. Le groupement retrouve ensuite la 2e DB pour l'avancée en Allemagne et termine la guerre à Berchtesgaden.

### Après-Guerre
Après le conflit, il exerce à titre militaire aux sein de l'administration coloniale. Après avoir commandé plusieurs cercles au Soudan français, en Côte d'ivoire et en Guinée, il devient, de 1948 à 1949, directeur de cabinet de Bernard Cornut-Gentille, gouverneur-général de l'Afrique-Équatoriale française (AEF). Il est ensuite inspecteur des affaires administratives au Tchad en 1950. De retour en France en 1955 pour y passer le brevet de l'institut des hautes études de défense nationale, Henri Verdier est promu colonel et employé comme chargé de mission d'assistance économique auprès du ministère de la France d'Outre-mer de 1955 à 1958. Il repart ensuite en Afrique pendant un an pour y exercer la fonction de directeur du service de coordination des affaires économiques et du Plan de l'AEF de 1958 à 1958.
Retraité de l'armée et de retour en métropole, il travaille pour la société alsacienne d'études et d'exploitations dont il dirige l'une des usines à Précigné, dans la Sarthe, de 1960 à 1962 avant de prendre la direction des services de gestion de cette même société au siège central à Paris en 1963. Par la suite, il devient directeur-général adjoint de la société Leca-France puis ingénieur au commissariat à l'énergie atomique.
Henri Verdier meurt le 7 juin 2002 à Toulouse et est inhumé à Issigeac, en Dordogne.

## Décorations
|  |  |  |  |  |  |
|  |  |  |  |  |  |
|  |  |  |  |  |  |
|  |  |  |  |  |  |

| Commandeur de l'Ordre de la Légion d'Honneur                         | Commandeur de l'Ordre de la Légion d'Honneur                         | Commandeur de l'Ordre de la Légion d'Honneur                         | Compagnon de la Libération Par décret du 24 mars 1945   | Compagnon de la Libération Par décret du 24 mars 1945   | Compagnon de la Libération Par décret du 24 mars 1945   | Croix de guerre 1939-1945 Avec trois palmes           | Croix de guerre 1939-1945 Avec trois palmes           | Croix de guerre 1939-1945 Avec trois palmes           |
| Médaille des blessés de guerre                                       | Médaille des blessés de guerre                                       | Médaille des blessés de guerre                                       | Croix du combattant volontaire de la Résistance         | Croix du combattant volontaire de la Résistance         | Croix du combattant volontaire de la Résistance         | Médaille coloniale Avec agrafes "Fezzan" et "Tunisie" | Médaille coloniale Avec agrafes "Fezzan" et "Tunisie" | Médaille coloniale Avec agrafes "Fezzan" et "Tunisie" |
| Médaille commémorative des services volontaires dans la France libre | Médaille commémorative des services volontaires dans la France libre | Médaille commémorative des services volontaires dans la France libre | Médaille commémorative française de la guerre 1939-1945 | Médaille commémorative française de la guerre 1939-1945 | Médaille commémorative française de la guerre 1939-1945 | Commandeur de l'Ordre de l'Étoile noire (Bénin)       | Commandeur de l'Ordre de l'Étoile noire (Bénin)       | Commandeur de l'Ordre de l'Étoile noire (Bénin)       |
| Presidential Unit Citation (États-Unis)                              |                                                                      |                                                                      |                                                         |                                                         |                                                         |                                                       |                                                       |                                                       |

## Hommages
- Dans sa ville natale de Toulouse, un rond-point a été baptisé en son honneur[5].